# Perdita nayaritensis
Perdita nayaritensis là một loài Hymenoptera trong họ Andrenidae. Loài này được Timberlake mô tả khoa học năm 1980.